# نمودباوری
نمودباوری یا مُدالیزم باوری در الهیات مسیحی است که طبق آن خدا یک شخص است و «پدر» و «پسر» و «روح‌القدس» صرفاً نمودهای خدا هستند و به صورت همزمان نیستند (بر خلاف تعلیم تثلیث). به عبارت دیگر، خدا در زمان آفرینش «پدر» بود که در زمان مسیح به عنوان «پسر» بر روی زمین زیست و بعد از عروج مسیح به عنوان «روح‌القدس» عمل می‌کند. معنی این آموزه که از سوی مسیحیت کاتولیک و ارتودوکس و اکثر پروتستان‌ها مردود دانسته می‌شود این است که عیسی مسیح همان «پدر» است و «روح‌القدس» نیز همان «پدر» است. 
این باور بر خلاف تعلیم تثلیث است که طبق آن «پدر و پسر و روح‌القدس» هر سه شخص را همزمان همان خدای یگانه می‌داند. باید توجه داشت که تعریف واژۀ "شخص" در تعلیم «تثلیث خدای یگانه» متفاوت است با کاربرد عامیانۀ آن برای شخص‌های انسانی (توضیح بیشتر در مقالۀ تثلیث).
نمودباوری نزدیک به دو ایده سابلیانیسم و پاتریپاسیانیسم است که هر دو به عنوان بدعت دینی از سوی کلیسای بزرگ و سپس کلیسای دولتی امپراتوری روم نکوهیده شدند.